# Войсковая часть № 45707
Войсковая часть № 45707 — войсковая часть Военно-Морского Флота СССР и России, сформированная в октябре 1978 года в Ленинграде.
Один из наиболее засекреченных военных объектов в России. Подчинена Главному управлению глубоководных исследований Министерства обороны Российской Федерации (ГУГИ Минобороны России) и отвечает за испытания и эксплуатацию атомных глубоководных станций. По неофициальным данным, гидронавты занимаются разведывательной деятельностью — прослушивают кабели связи, устанавливают датчики движения, а также собирают с морского дна обломки кораблей, самолётов и спутников.

## История
В октябре 1976 года приказом Главнокомандующего ВМФ была сформирована войсковая часть № 45707 — отряд подводников для эксплуатации атомных глубоководных станций (АГС), по образцу отряда космонавтов. Кандидаты в отряд должны были удовлетворять ряду требований: прослужить на подводных лодках Военно-Морского Флота СССР не менее 5 лет, быть членом КПСС и пройти медицинскую комиссию по тем же требованиям, что и космонавты. Поскольку по условиям проектирования, строительства и эксплуатации атомные глубоководные станции значительно отличались от подводных лодок, то подводники, эксплуатирующие их, получили статус гидронавтов.
Формирование части было поручено офицеру-подводнику капитану 1 ранга Платону Александровичу Чеботаеву (1930—2004), который сформировал часть на территории 39-й бригады подводных лодок (на проспекте Римского-Корсакова в Ленинграде). Он был назначен заместителем командира части — капитана 1 ранга Эдуарда Ивановича Лакманова (1929—1992). Позднее часть была переведена в военный городок на Шкиперском протоке, в котором до этого проводились исследования по воздействию ядерного излучения на живые организмы. Там часть базировалась вплоть до 1992 года.
В 1978 году в часть для обучения были набраны 1-й и 2-й экипажи АС-13 (проект 1910). Атомные глубоководные станции проекта 1910 были предназначены для выполнения специальных задач в глубинах Мирового океана и были призваны заменить предыдущее поколение буксируемых глубоководных аппаратов «Селигер».
В 1979 году для базового обслуживания АГС и эксплуатации их носителей на Северном флоте в губе Оленья (Гаджиево) начато формирование 29-й отдельной бригады подводных лодок в составе:
| № | Тактический номер | Завод                                                             | Заложена   | Сдана      | В составе флота                        |
| - | ----------------- | ----------------------------------------------------------------- | ---------- | ---------- | -------------------------------------- |
| 1 | АС-13             | Ленинградское Адмиралтейское объединение (ЛАО), заводской № 01401 | 20.10.1977 | 31.12.1986 | 29-я отдельная бригада подводных лодок |
| 2 | АС-15             | ЛАО, заводской № 01402                                            | 23.02.1983 | 30.12.1991 | 29-я отдельная бригада подводных лодок |
| 3 | АС-33             | ЛАО, заводской № 01403                                            | 28.11.1988 | 16.12.1994 | 29-я отдельная бригада подводных лодок |

Гидронавты участвуют в испытаниях и занимаются эксплуатацией глубоководных технических средств, готовят специалистов по обслуживанию этой техники. Также ведётся научно-исследовательская работа по изучению функционирования организма человека в различных условиях глубоководного погружения. Вся информация о деятельности гидронавтов является секретной. По неофициальным данным, гидронавты занимаются разведывательной деятельностью — прослушивают кабели связи, устанавливают датчики движения, а также собирают с морского дна обломки кораблей, самолётов и спутников. По сведениям бывшего гидронавта Владимира Ашика, «задачей его коллег был сбор разведывательной информации о технике противника, охрана и обслуживание советских глубоководных линий связи, подъём со дна остатков секретной техники, оставшихся после испытаний или аварий.»
По сведениями редактора сайта MilitaryRussia Дмитрия Корнева, в 1980—2000-е годы аппараты Главного управления глубоководных исследований МО РФ выполняли специальные миссии в Японском море, Северной Атлантике и в Арктике .
Указом президента Российской Федерации от октября 2016 года 10-й отряд гидронавтов ГУГИ награждён орденом Нахимова.
Войсковая часть № 45707 дислоцируется в Петергофе — пригороде Санкт-Петербурга.

## Состав
- управление;
- 10-й отряд гидронавтов;
- 15-я центральная научно-исследовательская лаборатория Минобороны России (15 ЦНИЛ ВМФ).

## Командиры
- капитан 1 ранга Лакманов Эдуард Иванович (октябрь 1976—1982)
- контр-адмирал Холод Валентин Васильевич (1982—1992)
- контр-адмирал Хмыров Всеволод Леонидович (1992—2000)
- капитан 1 ранга Опарин Александр Иванович (с 2 августа 2002)

## Отличившиеся гидронавты
| №  | Награда                    | Ф. И. О.                           | Должность | Звание                      | Дата награждения | Примечания                                                                                          |
| -- | -------------------------- | ---------------------------------- | --- | --------------------------- | ---------------- | --------------------------------------------------------------------------------------------------- |
| 1  |                            | Антонов, Анатолий Иванович         | старший гидронавт | Капитан 1-го ранга ВМФ СССР | 21 декабря 1982  | командир экипажа наблюдательной камеры глубоководного комплекса «Селигер»                           |
| 2  | Герой Российской Федерации | Бобров, Евгений Алексеевич         | | Капитан 1-го ранга ВМФ СССР | 6 декабря 2013   | |
| 3  | Герой Российской Федерации | Боев, Дмитрий Валерьевич           | старший гидронавт-испытатель                                                                                             | Капитан 1-го ранга ВМФ СССР | 23 июня 2016     | |
| 4  | Герой Российской Федерации | Ваганов, Александр Владленович     | заместитель командира войсковой части 45707                                                                              | Капитан 1-го ранга ВМФ СССР | 16 апреля 2005   | |
| 5  | Герой Российской Федерации | Вальский, Сергей Васильевич        | | Капитан 1-го ранга ВМФ СССР |                  | |
| 6  | Герой Российской Федерации | Васюта, Олег Иванович              | | Капитан 1-го ранга ВМФ СССР | 21 сентября 1998 | |
| 7  | Герой Российской Федерации | Володькин, Владимир Николаевич     | начальник отдела гидронавтов                                                                                             | Капитан 1-го ранга ВМФ СССР | 21 сентября 2004 | |
| 8  | Герой Российской Федерации | Воскресенский, Андрей Владимирович | | Капитан 1-го ранга ВМФ СССР | 4 июля 2019      | Погиб при исполнении служебных обязанностей 1 июля 2019 года во время батиметрических исследований. |
| 9  | Герой Российской Федерации | Грицко, Михаил Васильевич          | командир АГС | Капитан 1-го ранга ВМФ СССР | 18 августа 1993  | Первый командир АС-21                                                                               |
| 10 |                            | Гусаков, Алексей Гаврилович        | | Капитан 1-го ранга ВМФ СССР | 5 мая 1989       | |
| 11 | Герой Российской Федерации | Долонский, Денис Владимирович      | командир АГС | Капитан 1-го ранга ВМФ СССР |                  | Погиб при исполнении служебных обязанностей 1 июля 2019 года во время батиметрических исследований. |
| 12 | Герой Российской Федерации | Егоров, Дмитрий Алексеевич         | | Капитан 1-го ранга ВМФ СССР |                  | |
| 13 | Герой Российской Федерации | Зажигаев, Александр Васильевич     | старший помощник командира АГС                                                                                           | Капитан 1-го ранга ВМФ СССР | 11 ноября 2000   | Участник испытаний АС-23 в 1980-х годах, в 1998 году старший помощник командира АС-35.              |
| 14 | Герой Российской Федерации | Зайцев, Анатолий Григорьевич       | командир АГС | Капитан 1-го ранга ВМФ СССР | 18 августа 1993  | С 1979 года командир строящейся опытной сверхглубоководной атомной подводной лодки.                 |
| 15 |                            | Казаков, Александр Константинович  | | Капитан 1-го ранга ВМФ СССР |                  | Полный кавалер ордена «За службу Родине в Вооружённых Силах СССР»                                   |
| 16 | Герой Российской Федерации | Кузьмичёв, Михаил Вадимович        | старший гидронавт-испытатель                                                                                             | Капитан 1-го ранга ВМФ СССР | 23 июня 2016     | |
| 17 | Герой Российской Федерации | Курганов, Юрий Юрьевич             | старший гидронавт-исследователь Главного управления глубоководных исследований Министерства обороны Российской Федерации | Вице-адмирал ВМФ СССР       | 23 июня 2016     | |
| 18 | Герой Российской Федерации | Опарин, Александр Иванович         | командир войсковой части 45707                                                                                           | Капитан 1-го ранга ВМФ СССР | 20 сентября 2006 | |
| 19 | Герой Российской Федерации | Опарин, Денис Александрович        | | Капитан 1-го ранга ВМФ СССР | 4 июля 2019      | Погиб при исполнении служебных обязанностей 1 июля 2019 года во время батиметрических исследований. |
| 20 |                            | Осипенко, Пётр Дмитриевич          | | Капитан 1-го ранга ВМФ СССР | 21 декабря 1982  | |
| 21 | Герой Российской Федерации | Панфилов, Анатолий Тихонович       | командир АГС, заместитель командира войсковой части 45707                                                                | Капитан 1-го ранга ВМФ СССР | 2 мая 1996       | Первый командир АС-33                                                                               |
| 22 | Герой Российской Федерации | Попов, Геннадий Леонидович         | командир АГС, заместитель командира войсковой части 45707                                                                | Капитан 1-го ранга ВМФ СССР | 18 августа 1993  | Первый командир АС-13                                                                               |
| 23 | Герой Российской Федерации | Рымарь, Анатолий Петрович          | | Капитан 1-го ранга ВМФ СССР | 1 августа 1996   | Член первого экипажа АС-13                                                                          |
| 24 | Герой Российской Федерации | Соловьёв, Дмитрий Александрович    | | Капитан 2-го ранга ВМФ СССР | 4 июля 2019      | Погиб при исполнении служебных обязанностей 1 июля 2019 года во время батиметрических исследований. |
| 25 | Герой Российской Федерации | Сомов, Константин Юрьевич          | | Капитан 1-го ранга ВМФ СССР | 4 июля 2019      | Погиб при исполнении служебных обязанностей 1 июля 2019 года во время батиметрических исследований. |
| 26 | Герой Российской Федерации | Сурков, Константин Александрович   | заместитель начальника отдела специалистов — старший специалист                                                          | Капитан 1-го ранга ВМФ СССР |                  | |
| 27 | Герой Российской Федерации | Терехов, Владимир Юрьевич          | начальник отдела гидронавтов                                                                                             | Капитан 1-го ранга ВМФ СССР | 18 августа 1993  | |
| 28 | Герой Российской Федерации | Филин, Николай Иванович            | | Капитан 1-го ранга ВМФ СССР | 2018             | Погиб при исполнении служебных обязанностей 1 июля 2019 года во время батиметрических исследований. |
| 29 | Герой Российской Федерации | Хмыров, Всеволод Леонидович        | командир войсковой части 45707                                                                                           | Контр-адмирал ВМФ СССР      |                  | |
| 30 |                            | Холод, Валентин Васильевич         | командир войсковой части 45707                                                                                           | Контр-адмирал ВМФ СССР      | 21 декабря 1982  | |
| 31 | Герой Российской Федерации | Щербаков, Юрий Александрович       | командир АГС | Капитан 1-го ранга ВМФ СССР | 27 января 1997   | Первый командир АС-35                                                                               |

Есть сведения, что гидронавты были и ранее в составе других бригад подводных лодок.
Указом (закрытым) Президиума Верховного Совета СССР от 19.03.1973 капитаны 2 ранга Ю. Г. Пыхин, В. М. Шишкин и Ю. П. Филипьев были удостоены звания Героя Советского Союза
В 1989 году присвоено звание Героя Советского Союза капитанам 1 ранга А. Г. Гусакову и Ю. С. Коваленко.